# HTML Working Group
HTML Working Group je pracovní skupina vývojářů kolem W3C, Mozilla Foundation, Opera Software, Apple a WHATWG. Zabývá se vývojem specifikace HTML